# 第37師団 (日本軍)
第37師団（だいさんじゅうななしだん）は、大日本帝国陸軍の師団、盧溝橋事件後華北から華中・華南へと戦線が拡大し日中戦争が泥沼化するなかで、占領地の警備や治安維持を目的として新設された三単位編制の治安師団の一つである。 大陸打通作戦で北京からバンコクまで踏破し、日本一歩いた軍隊と言われている。

## 沿革
1939年（昭和14年）2月7日に軍令甲弟6号により編成下令、久留米の留守第12師団の担当で編成され、編成後ただちに中国戦線に投入、4月1日大陸命弟279号により華北の第1軍戦闘序列に編入され八路軍の活動に対抗するため山西省晋南の警備に当たると同時に、ほかの治安師団と同様に1939年（昭和14年）夏以降に行われたさまざまな治安作戦に参加する。
太平洋戦争開戦後も第1軍隷下にあり山西省に駐屯し引き続き同地の警備に当たるとともに、垣曲の黄河対岸の湯恩伯率いる中国軍に対峙していたが、1944年（昭和19年）3月31日に大陸命弟981号により第12軍戦闘序列に編入され大陸打通作戦に参戦した。4月7日運城を出発し、同蒲線の鉄道輸送により一旦北上、楡次から東へ廻り石門を経て、隴海線にて順次開封に到着した。師団長の長野祐一郎 中将をはじめ師団幹部も空路により13日に開封に着き、20日の第12軍主力の覇王城攻撃に先立ち、17日深夜から中牟で新黄河を渡河、中国軍の背後を衝き19日に鄭州を占領する。23日に密県、30日には許昌も占領、続いて西進し洛陽方面に向かい中国軍を掃討、5月20日挺進隊が盧氏まで進出する。その後反転して6月12日郾城南方に集結、後南進し信陽に向かった。6月下旬に信陽着、7月には武漢に至り、7月17日大陸命弟1069号により第11軍戦闘序列に編入された。
第二段の湘桂作戦において9月29日に湖南省宝慶を占領、11月24日広西省南寧に至り、12月10日には綏禄にて仏印方面から北上してきた第21師団の一宮支隊と連絡し大陸打通を達成、12月19日大陸命弟1205号により印度支那駐屯軍戦闘序列に編入される。翌1945年（昭和20年）1月10日先遣隊が中越国境の鎮南関を越える。3月9日明号作戦に参戦、ランソンを経てサイゴンに至り、5月22日サイゴンを出発しプノンペンに、27日にはタイ王国のバンコクに到着した。タイ王国ナコーンナーヨック県バーンナー近郊に駐屯して対イギリス戦に備えていたが、同年7月、英領マレーへの移動を命じられ、移動中に終戦を迎えた。1946年（昭和21年）に復員。

## 師団概要

### 歴代師団長
- 平田健吉 中将：1939年（昭和14年）3月9日 - 1940年（昭和15年）8月1日
- 安達二十三 中将：1940年（昭和15年）8月1日 - 1941年（昭和16年）10月15日
- 長野祐一郎 中将：1941年（昭和16年）10月15日 - 1945年（昭和20年）4月7日
- 佐藤賢了 中将：1945年（昭和20年）4月7日 - 終戦

### 参謀長
- 井桁敬治 歩兵大佐：1939年（昭和14年）3月25日 - 1941年3月1日[1]
- 浜田弘 大佐：1941年（昭和16年）3月1日 - 1942年3月11日[2]
- 近藤新八 大佐：1942年（昭和17年）3月11日 - 1943年10月29日[3]
- 志甫健吉 中佐：1943年（昭和18年）10月29日 - 1944年2月10日[4]
- 恒吉繁治 大佐：1944年（昭和19年）2月10日 - 終戦[5]

### 最終所属部隊
- 歩兵第225連隊（熊本）：鎮目武治大佐
- 歩兵第226連隊（都城）：岡村文人大佐
- 歩兵第227連隊（鹿児島）：河合自一大佐
- 山砲兵第37連隊：河野武夫中佐
- 工兵第37連隊：遠藤秀人中佐
- 輜重兵第37連隊：米岡三郎大佐
- 第37師団通信隊：丸田憲治郎少佐
- 第37師団第1野戦病院：陸哲之軍医少佐
- 第37師団第2野戦病院：岩崎豊次軍医大尉
- 第37師団第4野戦病院：阿部隣太郎獣医少佐
- 第37師団防疫給水部：関三千夫軍医大尉
- 第37師団病馬廠：阿部隣太郎獣医少佐